# أتيلا هاجدو
أتيلا هاجدو (بالمجرية: Hajdu Attila)‏ هو لاعب كرة قدم مجري، ولد في 13 أبريل 1971 في بودابست في المجر. شارك مع منتخب المجر لكرة القدم. أما مع النوادي، فقد لعب مع فورتونا كولن ونادي بودابست ونادي فاساس ونادي فيرينتسفاروشي.

## وصلات خارجية
- أتيلا هاجدو على موقع قاعدة بيانات كرة القدم.إي يو (الإنجليزية)
- أتيلا هاجدو على موقع ناشيونال فوتبول تيمز (الإنجليزية)